# 龟浦站 (韩国铁道公社)
龜浦站（：／ Gupo yeok */?）是京釜線沿線的一座鐵路車站，位于韓國釜山廣域市北區龜浦2洞，有KTX、ITX-新村、無窮花號、Nuriro号及南道海洋列車等車種停靠。

## 車站結構
2面4線雙島式月台。

### 月台配置
| ↑ 華明          |
| １２ \| ３４ \| |
| 沙上 ↓          |

| 月台 | 路線   | 類別                               | 目的地                                         |
| ---- | ------ | ---------------------------------- | ---------------------------------------------- |
| 1    | 京釜線 | KTX ITX-新村 無窮花號 南道海洋列車 | 不使用                                         |
| 2    | 京釜線 | KTX ITX-新村 無窮花號 南道海洋列車 | 木浦、晉州、東大邱、大田、首爾、幸信、龍山方向 |
| 3    | 京釜線 | KTX ITX-新村 無窮花號 南道海洋列車 | 浦項、新海雲臺、釜田、釜山方向                 |
| 4    | 京釜線 | KTX ITX-新村 無窮花號 南道海洋列車 | 不使用                                         |

## 历史
- 1905年1月1日，落成使用。
- 1985年12月30日，新站舍竣工。
- 2006年11月15日，货运业务停止。

## 相鄰車站
韓國鐵道公社
京釜線
華明－龜浦－沙上